# Rostás-Farkas György (1985)
Ifj. Rostás-Farkas György (Budapest, 1985. március 26. –) újságíró, üzletember, műfordító, jogvédő, cigány nyelvi szakértő. Könyv-Lap, Film és Hanglemez kiadó. A Magyar Írószövetség és a Magyar Újságírók Országos Szövetsége tagja. A Roma Szeretetszolgálat és a Cigány Tudományos és Identitásőrző Szövetség elnöke. Id. Rostás-Farkas György író fia.

## Ars poeticája
A Roma Szeretetszolgálat a rászoruló emberek lelki–szellemi és anyagi szükségleteinek támogatása érdekében jött létre.
Mottója: „Soha ne a származás vagy a bőrszín alapján ítélkezz, mindig a belső tulajdonságokat tartsd szem előtt!”
„Cigány vagyok – ne félj tőlem, segíteni jöttem!” mottó jól tükrözi az egyedülálló Roma Szeretetszolgálat célkitűzéseit, vagyis Magyarországon és más országokban élő hátrányos helyzetű emberek támogatását, megsegítését, származástól, nemzetiségtől, vallástól és bőrszíntől függetlenül.
A Roma Szeretetszolgálat tevékenysége a humanitárius segítségnyújtástól a katasztrófamentésig, a hátrányos helyzetű romák és nem romák, menekültek, nagycsaládosok, hajléktalanok, drogfüggők megsegítésétől kezdve, a fogyatékkal élők rehabilitációs programjáig számos egyéb és humanitárius fejlesztési szakterületet fog át.
Feladatuk továbbá a katasztrófa sújtotta személyek támogatása, a családsegítés, az időskorúak gondozása ellátása, a hátrányos helyzetű csoportok társadalmi esélyegyenlőségének elősegítése.
A Cigány Tudományos és Identitásőrző Szövetség, aminek szintén alapító elnöke, azzal a céllal alakult meg, hogy felgyorsítsa a cigányság társadalmi, kulturális és gazdasági integrációját.
Céljai a cigány nyelv és kultúra ápolása, utóbbi értékes elemeinek a megismertetése a többségi társadalommal, a cigány nyelv fejlesztése, szótárak, újságok, nyelvtankönyvek, filmes dokumentáció készítése és kiadása. Hátrányos helyzetű fiatalok képzése-oktatása, felzárkóztatása, tanoda működtetése, komplex fejlesztés és tehetséggondozás, bűnmegelőzés és áldozatvédelem. Iskolai oktatáshoz tankönyvek, segédanyagok kiadása, melyek elősegítik a cigány kultúra fejlődését, felzárkózását az európai kultúrához.
Családja: Felesége Faragó Laura lifestyle újságíró-szerkesztő, szépségtanácsadó.Gyermekei: legifjabb Rostás-Farkas György tanuló, influencer művészneve Farkas Giorgio, Rostás-Farkas Attila tanuló, influencer művészneve Delon Pujari

## Szakmai tevékenysége
- Közös út – Kethano Drom kulturális folyóirat – szerkesztő 2004-től folyamatosan
- Cigány Tudományos és Identitásőrző Szövetség-Könyv-Lap, Film és Hanglemez kiadó elnöke
- Magyar Újságírók Országos Szövetségének tagja, Cigány Újságírók Szakosztályának elnöke
- A Magyar Innovációs Szövetség közvetlen tagintézménye a Roma Szeretetszolgálat
- Magyar Írószövetség tagja
- Roma Szeretetszolgálat elnöke
- A Roma Szeretetszolgálat képviseletében tagja az Igazságügyi Minisztérium Emberi Jogi Munkacsoport, Emberi Jogi Kerekasztal,Gyermekek Jogaiért Felelős Tematikus Munkacsoport,Idősek Jogaiért Felelős Tematikus munkacsoport és a Romaügyekért Felelős Tematikus Munkacsoportnak.

## Elismerése
- Babits Mihály Műfordítói Ösztöndíj (2008)[3]
- A 30. Magyar Innovációs Nagydíj Bírálóbizottsága a Roma Szeretetszolgálat Alapítványt elismerésben részesítette a 2021.évben megvalósított "Ucca Zaja" Közlekedésbiztonsági Mobil Applikáció c. jelentős innovációért.

## Művei
- Jelzőtüzek – versek, műfordítások Budapest, 2004. ISBN 963-216-814-3
- Sirma e romenge – Üzenet a cigányoknak – lovári műfordítás Budapest, 2007. ISBN 9789638696618
- Kertész Imre: Bizhelyakype /Sorstalanság/ – lovári műfordítás Budapest 2004. Aranygolyó Kiadó (Id. Rostás-Farkas György és fia fordították le lovári nyelvre)